# 安貞淑儀公主
安貞淑儀公主（？—？），名不詳，高麗太祖王建長女，生母為神明王太后劉氏，定宗和光宗同母姐妹。新羅敬順王金傅歸順後，王建將她下嫁金傅，被稱作「樂浪公主」，一說「神鸞宮夫人」。